# Département de Pirané
Le département de Pirané est une des 9 subdivisions de la province de Formosa, en Argentine. Son chef-lieu est la ville de Pirané.
Le département de Pirané est bordé au nord-est par les départements de Pilagás et de Pilcomayo, à l'est par les départements de Formosa et de Laishi, au sud par la province du Chaco et à l'ouest par le département de Patiño.
Le département a une superficie de 24 502 km2 et sa population s'élevait à 64 023 habitants en 2001.

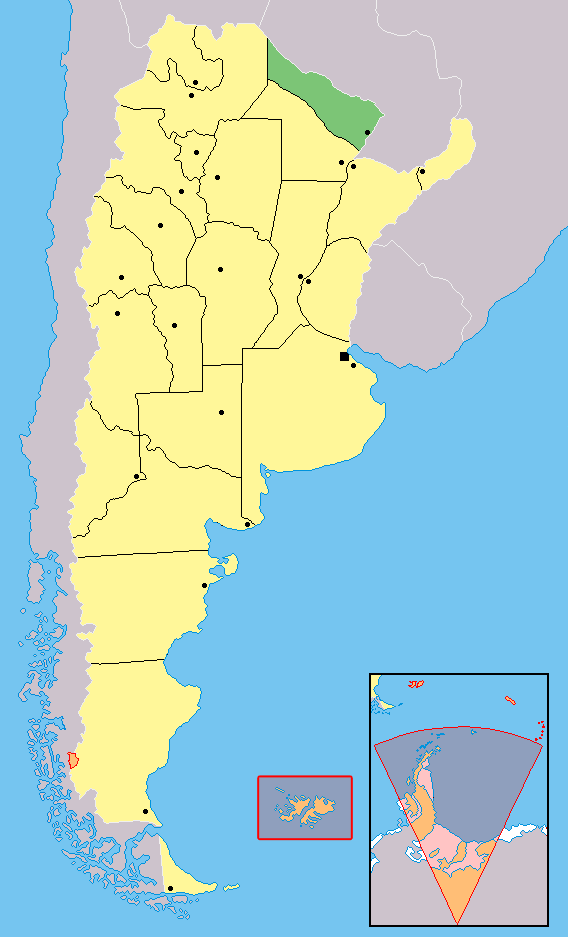
Localisation de la province de Formosa en Argentine.

## Villes et localités
- Palo Santo
- Pirané, chef-lieu
- Mayor Vicente Villafañe
- Villa Dos Trece